# Старобарышевское сельское поселение
Старобарышевское се́льское поселе́ние — муниципальное образование в Камско-Устьинском районе Татарстана Российской Федерации.
Административный центр — село Старое Барышево.

## История
Статус и границы сельского поселения установлены Законом Республики Татарстан от 31 марта 2005 года № 26-ЗРТ «Об установлении границ территорий и статусе муниципального образования "Камско-Устьинский муниципальный район" и муниципальных образований в его составе».

## Население
| 2010 | 2011 | 2012 | 2013 | 2014 | 2015 | 2016 |
| ---- | ---- | ---- | ---- | ---- | ---- | ---- |
| 338  | ↘336 | ↘321 | ↘302 | ↘295 | ↘276 | ↘270 |
| 2017 | 2018 |      |      |      |      |      |
| ↘260 | ↘249 |      |      |      |      |      |

## Состав сельского поселения
| № | Населённый пункт | Тип населённого пункта       | Население |
| - | ---------------- | ---------------------------- | --------- |
| 1 | Картапа          | деревня                      |           |
| 2 | Старое Барышево  | село, административный центр |           |